# Макуши (Псковская область)
Макуши — деревня в Шиковской волости Островского района Псковской области.
Расположена в 41 км к востоку от города Острова и в 3 км к западу от волостного центра, деревни Шики.
Численность населения деревни по состоянию на 2000 год составляла 2 человека.